# Тектоническая пластина
Тектоническая пластина — геологическое тело удлиненной и уплощенной (пластинчатой) формы, ограниченное разломами.
Тектонические пластины формируются в результате хрупких деформаций (скалывания), поэтому образование их возможно только в условиях земной коры, и возможно, литосферной мантии, — на больших глубинах горные породы подвергаются пластическим деформациям. Размер тектонических пластин может изменяться в самых широких пределах, — от первых метров (к микроструктурам, с размерами в сантиметры и миллиметры этот термин не применяется, хотя подобные структуры могут образовываться даже при деформациях отдельных минеральных зерен, такие геологические тела называют микролитонами) до сотен километров в длину и десятков в ширину. Тектонические пластины гигантских размеров образуются во внешних зонах коллизионных орогенов.
Тектонические пластины участвуют в строении крупных разломных зон любой кинематики. Особенно они характерны для покровно-надвиговых поясов. Как правило крупные аллохтоны (дуплексы и чешуйчатые веера) представляют собой нагромождения тектонических пластин. Амплитуда горизонтального перемещения которых может достигать 200 км.
В тектонической обстановке транспрессии тектонические пластины формируют структуры цветка (пальмового дерева).
Офиолитовые комплексы в структурном отношении также представляют собой пакеты тектонических пластин, что обусловлено механизмом их обдукции на континентальные окраины.
При последующих деформациях тектонические пластины могут вести себя подобно слоям — образовывать различные складчатые структуры, формируя при этом синформы и антиформы возраст пород в которых не будет определяться их положением в «разрезе».